# ساتاکه یوشی‌شیگه

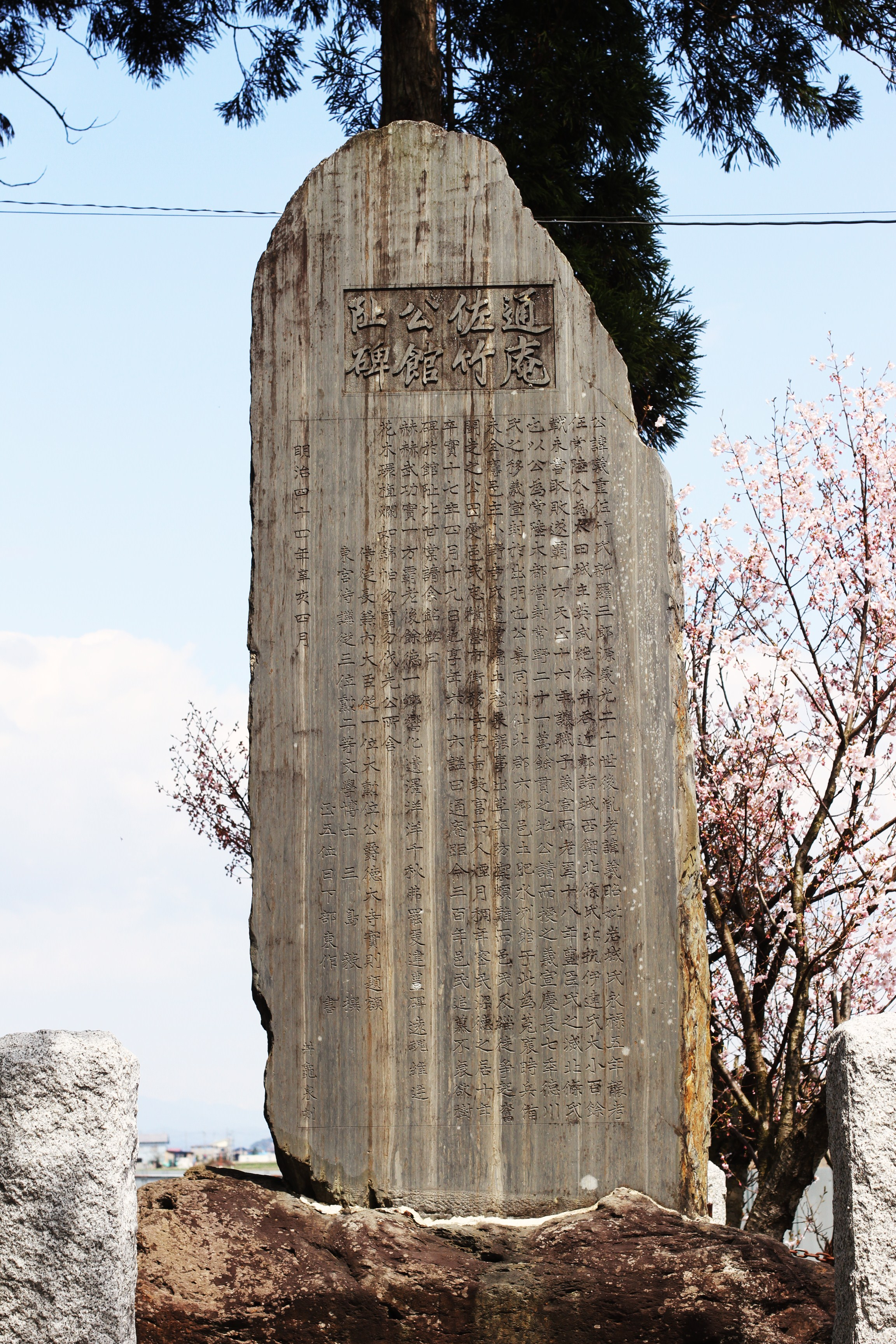
قلعه روکوگو بنای یادبود افتخاری یوشیشیگه ساتاکه.

ساتاکه یوشی‌شیگه (به ژاپنی: 佐竹 義重 Satake Yoshishige)؛(۷ مارس ۱۵۴۷ – ۱۹ مهٔ ۱۶۱۲) یک سامورایی و دایمیو در دوره سنگوکو در ژاپن بود. وی هیجدهمین رهبر خاندان ساتاکه بود و بارها با خاندان هوجوی اخیر جنگ کرد.